# Australisch tenniskampioenschap 1956
De 44e editie van het Australische grandslamtoernooi, het Australisch tenniskampioenschap 1956, werd gehouden van 20 tot en met 30 januari 1956. Voor de vrouwen was het de 30e editie. Het toernooi werd gespeeld op de grasbanen van Milton Courts te Brisbane. Dit is de eerste editie sinds 1923 van het Australisch tenniskampioenschap dat in Brisbane werd gehouden – vlak voor de finales erkende de organisatie, pas na dagenlange klachten van de spelers, dat het opslagvak van de hoofdbaan aan de ene zijde 25 inches (63 cm) te kort was; waarna het eindelijk werd rechtgetrokken.

## Belangrijkste uitslagen
Mannenenkelspel

Finale: Lew Hoad (Australië) won van Ken Rosewall (Australië) met 6-4, 3-6, 6-4, 7-5
Vrouwenenkelspel

Finale: Mary Carter (Australië) won van Thelma Long (Australië) met 3-6, 6-2, 9-7
Mannendubbelspel

Finale: Lew Hoad (Australië) en Ken Rosewall (Australië) wonnen van Don Candy (Australië) en Mervyn Rose (Australië) met 10-8, 13-11, 6-4
Vrouwendubbelspel

Finale: Mary Hawton (Australië) en Thelma Long (Australië) wonnen van Mary Carter (Australië) en Beryl Penrose (Australië) met 6-2, 5-7, 9-7
Gemengd dubbelspel

Finale: Beryl Penrose (Australië) en Neale Fraser (Australië) wonnen van Mary Hawton (Australië) en Roy Emerson (Australië) met 6-2, 6-4
Meisjesenkelspel

Winnares: Lorraine Coghlan (Australië)
Meisjesdubbelspel

Winnaressen: Sheila Armstrong (VK) en Lorraine Coghlan (Australië)
Jongensenkelspel

Winnaar: Bob Mark (Australië)
Jongensdubbelspel

Winnaars: Paul Hearnden (Australië) en Bob Mark (Australië)
1905 · 1906 · 1907 · 1908 · 1909 · 1910 · 1911 · 1912 · 1913 · 1914 · 1915 · 1916–1918 · 1919 · 1920 · 1921 · 1922 · 1923 · 1924 · 1925 · 1926 · 1927 · 1928 · 1929 · 1930 · 1931 · 1932 · 1933 · 1934 · 1935 · 1936 · 1937 · 1938 · 1939 · 1940 · 1941–1945 · 1946 · 1947 · 1948 · 1949 · 1950 · 1951 · 1952 · 1953 · 1954 · 1955 · 1956 · 1957 · 1958 · 1959 · 1960 · 1961 · 1962 · 1963 · 1964 · 1965 · 1966 · 1967 · 1968
↓ open tijdperk ↓
1969 (m-v-md-vd-gd) · 1970 (m-v-md-vd) · 1971 (m-v-md-vd) · 1972 (m-v-md-vd) · 1973 (m-v-md-vd) · 1974 (m-v-md-vd) · 1975 (m-v-md-vd) · 1976 (m-v-md-vd) · jan 1977 (m-v-md-vd) · dec 1977 (m-v-md-vd) · 1978 (m-v-md-vd) · 1979 (m-v-md-vd) · 1980 (m-v-md-vd) · 1981 (m-v-md-vd) · 1982 (m-v-md-vd) · 1983 (m-v-md-vd) · 1984 (m-v-md-vd) · 1985 (m-v-md-vd) · 1986 · 1987 (m-v-md-vd-gd) · 1988 (m-v-md-vd-gd) · 1989 (m-v-md-vd-gd) · 1990 (m-v-md-vd-gd) · 1991 (m-v-md-vd-gd) · 1992 (m-v-md-vd-gd) · 1993 (m-v-md-vd-gd) · 1994 (m-v-md-vd-gd) · 1995 (m-v-md-vd-gd) · 1996 (m-v-md-vd-gd) · 1997 (m-v-md-vd-gd) · 1998 (m-v-md-vd-gd) · 1999 (m-v-md-vd-gd) · 2000 (m-v-md-vd-gd) · 2001 (m-v-md-vd-gd) · 2002 (m-v-md-vd-gd) · 2003 (m-v-md-vd-gd) · 2004 (m-v-md-vd-gd) · 2005 (m-v-md-vd-gd) · 2006 (m-v-md-vd-gd) · 2007 (m-v-md-vd-gd) · 2008 (m-v-md-vd-gd) · 2009 (m-v-md-vd-gd) · 2010 (m-v-md-vd-gd) · 2011 (m-v-md-vd-gd) · 2012 (m-v-md-vd-gd) · 2013 (m-v-md-vd-gd) · 2014 (m-v-md-vd-gd) · 2015 (m-v-md-vd-gd) · 2016 (m-v-md-vd-gd) · 2017 (m-v-md-vd-gd) · 2018 (m-v-md-vd-gd) · 2019 (m-v-md-vd-gd)  · 2020 (m-v-md-vd-gd) · 2021 (m-v-md-vd-gd) · 2022 (m-v-md-vd-gd) · 2023 (m-v-md-vd-gd) · 2024 (m-v-md-vd-gd) · 2025 (m-v-md-vd-gd)
Lijst van Australian Openwinnaars